# Gonarthrus irvingi
Gonarthrus irvingi är en tvåvingeart som beskrevs av Hesse 1938. Gonarthrus irvingi ingår i släktet Gonarthrus och familjen svävflugor. Inga underarter finns listade i Catalogue of Life.